# Jonesville (Indiana)
Pour les articles homonymes, voir Jonesville.
Jonesville est une municipalité américaine située dans le comté de Bartholomew en Indiana.
Lors du recensement de 2010, sa population est de 177 habitants. La municipalité s'étend alors sur une superficie de 0,13 mille carré (0,34 km2).
La localité est fondée par Benjamin Jones, à qui elle doit son nom.